# シュロモ・アロンソン

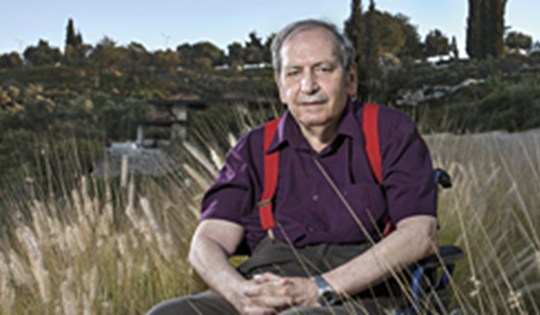
シュロモ・アロンソン

シュロモ・アロンソン（ヘブライ語: שלמה אהרונסון; Shlomo Aronson、1936年11月27日 - 2018年9月12日）はイスラエルのランドスケープアーキテクト。建築家。都市計画家。
森林再生のマスタープランから遺跡公園、高速道路の植栽計画から都市広場まで幅広い作品を手がける。

## 概要
アロンソンの作品の特徴は、場所と文化に関する道徳的、歴史的な問題に注意を払うことである。彼のデザインは、地域と現場のスケールにおいて、文化的、環境的関係の両方を認識している。アロンソンは、古代の風景に現代的な美学を取り入れている。アロンソンのかつての雇い主であり、師でもあったローレンス・ハルプリンは、「多くの点で、（アロンソンの）姿勢とそのプロセスは、詳細なデザインの問題を超越している。彼の作品は、コンセプトや基本的な哲学、そしてイスラエルだけでなく、私たちの世界や未来の特徴や質を決定する上で、ランドスケープ・アーキテクチャーが果たすことのできる重要な役割といった、はるかに大きな基準で判断されなければならないと思います」。
アロンソンの作品のもうひとつの特徴は、農業や宗教の伝統を彷彿とさせる植物を選んでいることである。ピーター・ジェイコブスによれば、「アロンソンのプロジェクトの形態や素材は、景観の自然史や文化史を注意深く読み解き、田舎の田園風景と同様に都会の場所に対する理解から導き出されている」。
2012年、アロンソンはエン・カレムにあるハダサ・メディカル・センター（Hadassah Medical Center）の新しいエントランス・パビリオンに隣接する4つの「ヒーリング・ガーデン」を計画した。この庭園は、自然や植生が人間の健康にポジティブな影響を与えるとするバイオフィリック・デザインの原則を採用している。
そのほかにも、アロンソンは水のないプランニングに向けた重要かつ普遍的な貢献をしている。彼は2008年に『Aridscapes』を出版したが、これは揚水に対する提唱であると同時に、地球温暖化に関する論考でもある。そしてランドスケープアーキテクトとしての先駆的な仕事で、2011年にサステナブル建築賞グローバルアワード（Global Award for Sustainable Architecture）を受賞している。

## 生涯
委任統治時代のパレスチナ、ハイファ生まれ。1963年にカリフォルニア大学バークレー校でランドスケープ・アーキテクチャーの学士号（BLA）を取得。その後、ハーバード大学デザイン大学院で学び、1966年にランドスケープ・アーキテクチャ修士号（MLA）を取得。イスラエルに戻り、エルサレムのエン・カレムに住み、仕事をする。
1979～1985年、1992年、エルサレムのベツァルエル美術デザイン学院建築学科、1981年春、1982年春、1997年秋、ハーバード大学デザイン大学院都市デザイン学科客員教授、1985年秋、1988年春、1997年秋、2000～2001年、エルサレム・ヘブライ大学都市地域研究所で教鞭をとる。他アメリカ、カナダ、イタリア、ドイツ、インド、ロシア、南アフリカの各大学で客員講師を務める。
修士号を取得する前の1963年から1965年まで、アロンソンはカリフォルニア州サンフランシスコにあるローレンス・ハルプリンの事務所で働いていた。この頃、ランドスケープ・アーキテクチュアの分野は、交通や地域計画を取り入れた大規模なプロジェクトを含むように発展していた。ハルプリンは『Making Peace with the Land』の序文で、大規模なプロジェクトに取り組みたいというアロンソンの願望と、「社会的背景と、それが世界に与える社会への影響」への関心を認めている。 1966年にマサチューセッツ州ケンブリッジのアーキテクツ・コラボラティブに、1966年から1967年までグレーター・ロンドン・カウンシルの建築部に所属。1968年、エルサレム市技師局に入局。1969年、アロンソンはエルサレムの造園家、建築家、都市計画家を含む複合分野の事務所、シュロモ・アロンソン・アンド・アソシエイツのオーナー兼ディレクターとなる。1991年から1998年まで、イスラエル造園建築家協会の会長も務めた。

## 実績

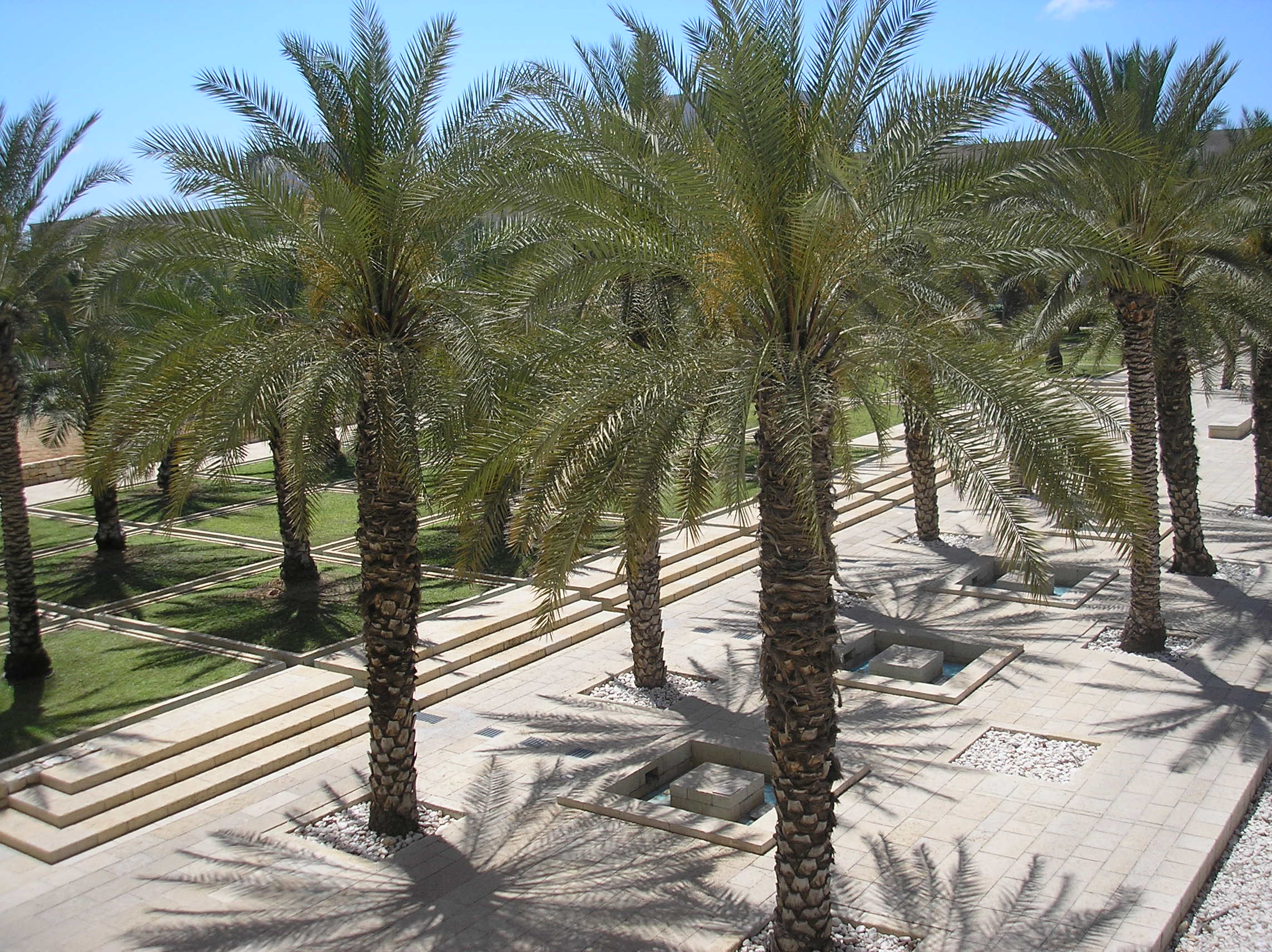
ベン・グリオン国際空港のセントラル・ガーデン

### ランドスケーププランニング
- エイラート市景観マスタープラン
- カルミエル市景観マスタープラン
- ナザレ市景観マスタープラン
- ホド・ハシャロン市景観マスタープラン
- 地球上で最も低い公園 死海
- ヤティールの森のマスタープラン
- 25,000戸の住宅が建設されるベア・シェヴァの住宅地拡張のためのランドスケープ・コンサルタント
- エルサレム緑地帯のマスタープラン
- ベイト・ゴブリン国立公園
- ホフ・ハシャロン国立公園
- リハビリ計画 3,000エーカー (12 km2) エルサレムへの西側アプローチにある 「焼かれた森」（"Burnt Forest"）

### 遺跡公園
- エルサレムの神殿の丘南壁周辺の考古学的公園、古美術品の保存、造園、道路、駐車場
- ケデロンの谷 – エルサレムの "聖書公園"、アブサロムの墓
- ベト・グヴリン＝マレシャ国立公園, 国立遺跡公園
- カイサリア・マリティマ - ヒポドローム地区、古代港、古代都市

### 国土計画・地域計画
- 全国植林マスタープラン（モッティ・カプラン、イラン・ベエリとともに）
- ユダ丘陵地域のマスタープラン
- ネゲヴ観光開発計画
- モディイン地域マスタープラン
- 国全体のマスタープラン（5人の執筆者のうちの1人）、オープンスペースと物理的外観を担当

### 都市計画
- 郊外の新しいタウンシップ、メヴァセレット・ジオン（エルサレム地域）、4000戸の住宅
- エルサレム南西部のマスタープラン
- ベト・シェメシュ近郊のニュータウン、4万戸の住宅、建築家ダヴィド・レズニックとの共同事業
- ラヴォン：工業、教育、住宅の複合施設
- カエサリア湾、4つの住宅地の配置
- ベイト・シェメシュ、新しい地区、2500戸の住宅（ヤイール・アヴィグドールと共同）

### 建築
- ユダヤ人地区のカルド・マクシムス市場と住宅地
- ジュデアンヒルズのネスハリム・スイミングプールとレストランの複合施設
- エルサレムのタルピオット・センター、200の住宅ユニットと20の店舗
- メバセレト・シオンの37のタウンハウス
- エイラートのオーキデア・ホテル
- エルサレム・ハス・プロムナードのレストラン　ローレンス・ハルプリンと
- エルサレム・ハス・プロムナードのレストラン、カーティス・グローグとともに

### 歴史的保存業
- エルサレム旧市街、ダング門（糞門）とシオン門[11]
- エルサレムのYMCA前庭
- アブ・ゴシュ（Abu Gosh）・モスク
- シャールハガイ（Shaar Hagai）・イン

### ランドスケープ作品
- エルサレム、シェロヴァー・プロムナード[12]
- スザンヌ・デラル広場（テルアビブのネヴェ・ゼデクにある一連の都市広場）
- ネゲヴ・ベン＝グリオン大学中央広場 - クライトマン広場
- ハイファのイスラエル工科大学テクニオンの中央広場
- エイラート市の中央公園
- エルサレム中央公園 - 独立公園
- ユダの丘にあるアメリカ独立公園
- 古代ローマの町カイサリア・マリティマ
- エルサレム旧市街、ユダヤ人地区
- エルサレム植物園
- キリヤット・シュモナ市の中央公園
- ネゲブ砂漠のサピール公園
- テルアビブ大学中央広場
- エルサレム、ギロ地区の中央公園
- ホフ・ハシャロン国立公園
- ナザレのキシュレ公園
- ナザレの聖母マリアの泉
- ヘルツリーヤの市立広場
- マルハ公園（エルサレム）
- トロットナー公園（エルサレム）
- シャーマン公園（エルサレム）
- モディイン、バレー17、中央ビジネス地区、工業地帯
- カステル国立公園

### 交通施設設計
- テルアビブ-エルサレム・ハイウェイ公道1号線 (イスラエル)、別名ハイウェイ1（イスラエル／パレスチナ）
- 死海沿いの道
- 自然保護局およびイスラエル国防軍によるネゲブ砂漠の新しい道路と施設のための景観コンサルタント
- エルサレム道路9号線の造園デザイン担当
- イスラエルの主要幹線道路6号線の造園デザイン担当
- シャアール・ハガイ・インターチェンジ（都市計画、建築、ランドスケープ・アーキテクチャー担当）
- ベン・シェメン・インターチェンジ
- ケセムインターチェンジ
- ベン・グリオン国際空港中央庭園のランドスケープ・アーキテクチャー
- 死海からアラドまでの18kmのコンベアベルトの建築およびランドスケープ・デザイン
- ネゲヴのリン鉱石工場のランドスケープ・アーキテクト、ナハル・ジンの新しい採石方法の開発
- 小クレーターの使用済み鉱山の修復

### イスラエル国外での作品
- イラン-アーリア・メール-イラン国立植物園、水設備とシステム（1975年）
- カナダ - エルサレム庭園とパビリオン、モントリオール万博（1981年）
- 日本 - 大阪万博、イスラエル館庭園 　最優秀賞受賞、名誉賞、金メダル2個（1990年）
- 中国-イスラエル庭園（1999年、デザイン部門で銀賞を受賞）
- イタリア - ラ・セルヴァのレクリエーションと観光のためのマスタープラン、ローマに隣接する1,200エーカー（4.9km2）の土地、3つのパイロット・プロジェクト（1990-91年）
- エジプト - 紅海にある19のホテル、410のヴィラ、18ホールのゴルフコースコンプレックスを含む12平方キロメートルのリゾートのスマ湾マスタープランとランドスケープ・コンサルタント（1992年）

## 賞与
- 1989年 ファイファーマン賞
- 1990年 レヒター賞
- 1990年  大阪万博金賞・最優秀デザイン賞
- 1991年 イスラエル代表としてベネチア国際ビエンナーレに参加（シェロヴァー・プロムナード）
- 1991年 ビューティフル・イスラエル賞
- 1995年 ベイト・シェメシュのマスタープラン「Mivnim」でデザイナー・オブ・ザ・イヤー（ダヴィド・レズニックと共同受賞
- 1996年 ヴェネチアの国際ビエンナーレにイスラエル代表として参加
- 1998年 カラヴァン賞
- 1998年 アーキテクツ・アンド・タウン・プランナーズ・アワード賞
- 1999年 中国、昆明市万博でデザイン銀賞
- 2000年 エルサレム建築賞
- 2001年 カリフォルニア大学バークレー校特別卒業生賞
- 2005年 イスラエル、テルアビブのベン・グリオン国際空港がアメリカ造園家協会より一般デザイン賞を受賞
- 2011年 持続可能な建築のためのグローバル賞（パリ建築遺産会議＆LOCUS財団）[13]
- 2012年 ヤキール・エルシャライム

## 著作
- Making Peace with the Land: Designing Israel's Landscape. Washington, D.C: Spacemaker Press, 1998.
- "Ben Gurion International Airport in Lod" Topos: the international review of landscape architecture and urban design 53 (2005): 60–4.
- Aridscapes. "Land&Scape Series" collection, Gustavo Gili Editions, 2008.